# José Luis García Traid
José Luis García Traid (Zaragoza, 6 de abril de 1936- Ibidem. 11 de enero de 1990) fue un futbolista y entrenador español.

## Biografía
Fue también profesor de la Escuela Nacional de Entrenadores de la Real Federación Española de Fútbol y es recordado en diversas ciudades en las que dejó huella, como en Salamanca, donde los medios de comunicación otorgan el 'Trofeo García Traid' al futbolista más regular de la Unión Deportiva Salamanca o en su Zaragoza natal, donde lleva su nombre un campo municipal de fútbol.
Falleció debido a un fallo mecánico en una operación.
Fallecimiento.
El entrenador de fútbol José Luis García Traid, de 54 años y padre de cuatro hijos, falleció el 11 de enero de 1990 en Zaragoza a las 5.45 horas a causa de las complicaciones posoperatorias de una intervención de cirugía plástica que duró cuatro horas (extirpar un quiste sebáceo de la barbilla) a la que fue sometido. 
Miguel Ángel Rodrigo Cucalón, especialista en cirugía estética que intervino al entrenador, dijo a sus hermanos que "todo había ido bien", según declaró Jaime García Traid.
El doctor Ibáñez, médico del Atlético de Madrid cuando Traid fue técnico del club, declaró que le había llamado dos meses antes pidiéndole que le recomendara algún especialista en cirugía estética, "pues tenía intención de quitarse la papada". Ibáñez recordó que García Traid era alérgico a casi todos los medicamentos.
Por su parte, el doctor Enrique Pelegrín, director de la clínica Montpellier y jefe de los servicios médicos del Zaragoza, confirmó que García Traid le habló de la citada operación de cirugía estética y añadió que le vio "entusiasmado".
Otras versiones indican que el entrenador entró en el quirófano para quitarse un viejo quiste sebáceo que tenía en el cuello. Una vez en la sala de operaciones "él mismo dio la orden de que de paso le quitaran algo de grasa del cuello en la misma operación de cirugía estética", según declaró uno de los hermanos.
Parada cardiorrespiratoria
El parte médico señalaba que tras la operación, el paciente sufrió en el posoperatorio "inmediata situación de parada cardiorrespiratoria. Tras conseguir su reanimación inmediata, el enfermo se halla en coma barbitúrico y sometido a ventilación mecánica mediante traqueotomía".
Tanto el propio García Traid como sus allegados, a quienes comentó su intención de someterse a la operación, la consideraban "sencilla y sin importancia". Los hermanos del entrenador precisaron que el equipo médico que realizó la intervención les había dicho que consideran "importante" una operación cuando dura tres o cuatro horas. Además de ser alérgico a la mayoría de los medicamentos, a García Traid se le inflamaba la parte sometida a intervención como se comprobó en una anterior operación quirúrgica. Los facultativos que le atendieron en esta última operación explicaron a los hermanos que sufrió inflamación en los músculos de la garganta, lo que le obstruyó la respiración y pudo originar una falta de riego sanguíneo al cerebro. El médico de la unidad de vigilancia intensiva le quitó el vendaje que le oprimía el cuello y le practicó una traqueotomía para facilitarle la respiración. Al no tener suficiente riego sanguíneo en el cerebro, se le paralizó.
El doctor Pelegrín, quien habló en varias ocasiones con el cirujano Rodrigo Cucalón, declaró que García Traid conocía sus problemas alérgicos pero que éstos no influyeron en la complicación posoperatoria, "ya que se debió a un problema mecánico. Hubo una hemorragia posoperatoria que, junto con el vendaje compresivo, ocasionaron un problema circulatorio".
Posteriormente, La Audiencia Provincial de Zaragoza condenó al cirujano Miguel Ángel Rodrigo Cucalón, especialista en cirugía estética, al pago de 15 millones de pesetas a los familiares del entrenador, fallecido dos días después de haberse sometido a una operación de estiramiento de la piel de la cara. El fallo condenatorio se basaba en una serie de negligencias médico-profesionales, y la responsabilidad alcanzaba  a la clínica donde se practicó la intervención. 

## Trayectoria

### Jugador
García Traid nació en Zaragoza en 1936. Su padre, Luis García Garraballe, había sido jugador del Iberia SC, uno de los dos clubes que habían dado origen en 1932 al Real Zaragoza.
Tras jugar en equipos juveniles como el Patria y La Salle ficha por el Zaragoza, donde, tras alguna cesión, llega a debutar con el primer equipo en 1955. Tras un efímero paso por la primera plantilla zaragocista, es cedido nuevamente, en esta ocasión al Levante.
Su retorno a Zaragoza tiene lugar en 1957, permaneciendo durante seis temporadas en el conjunto maño en las que llega incluso a ser convocado en la temporada 1958/59 por la Selección Sub-21.
Una lesión, de la que tuvo que ser operado varias veces, provocaría el fin de su carrera como jugador.

### Entrenador
Una vez retirado como jugador, García Traid obtiene el título de entrenador y pasa a los banquillos. Comienza dirigiendo a los juveniles del San Lamberto y el Aragón, pasando más tarde a la SD Huesca de donde dará el salto, iniciada la temporada 1970/71 al Real Zaragoza
En 1973 se sitúa al frente de la UD Salamanca, club en el que permanecerá cinco temporadas, hasta que en 1978 ficha por el Real Betis. La temporada 1979/80 entrena al Burgos CF, pasando al año siguiente al banquillo del Atlético de Madrid. Tras dirigir al conjunto madrileño una temporada, deja el banquillo rojiblanco, si bien poco después de iniciarse la siguiente es nuevamente contratado por el Atlético, al que dirigirá hasta el final de la campaña 1981/82.
En los años sucesivos dirige al Real Valladolid, nuevamente a la UD Salamanca, Celta de Vigo y Hércules CF, poniendo punto final a su trayectoria en la temporada 1988/89 en su tercera etapa en el banquillo de la Unión Deportiva Salamanca.

## Clubes

### Como jugador
| Club          | País   | Años      |
| ------------- | ------ | --------- |
| Real Zaragoza | España | 1955      |
| Levante       | España | 1956-1957 |
| Real Zaragoza | España | 1957-1963 |

### Como entrenador
| Club               | País   | Años      |
| ------------------ | ------ | --------- |
| SD Huesca          | España | 1969-1970 |
| Real Zaragoza      | España | 1970-1971 |
| UD Salamanca       | España | 1973-1978 |
| Real Betis         | España | 1978-1979 |
| Burgos CF          | España | 1979-1980 |
| Atlético de Madrid | España | 1980-1982 |
| Real Valladolid    | España | 1982-1984 |
| UD Salamanca       | España | 1984-1985 |
| Celta de Vigo      | España | 1985-1986 |
| Hércules CF        | España | 1986-1987 |
| UD Salamanca       | España | 1988-1989 |